# Temporena whartoni
Temporena whartoni е вид охлюв от семейство Camaenidae. Видът е почти застрашен от изчезване.

## Разпространение
Разпространен е в Австралия.